# سوفیا ان کاروسو
سوفیا ان کاروسو (انگلیسی: Sophia Anne Caruso؛ زادهٔ ۱۱ ژوئیهٔ ۲۰۰۱) بازیگر، خواننده و رقاص اهل ایالات متحده آمریکا است. وی از سال ۲۰۱۱ میلادی تاکنون مشغول فعالیت بوده‌است.
و تا الان در فیلم مدرسه خیر و شر که اولین فیلم سینمایی او بوده بازیگر نقش اول هست.